# Kenngruppenbuch

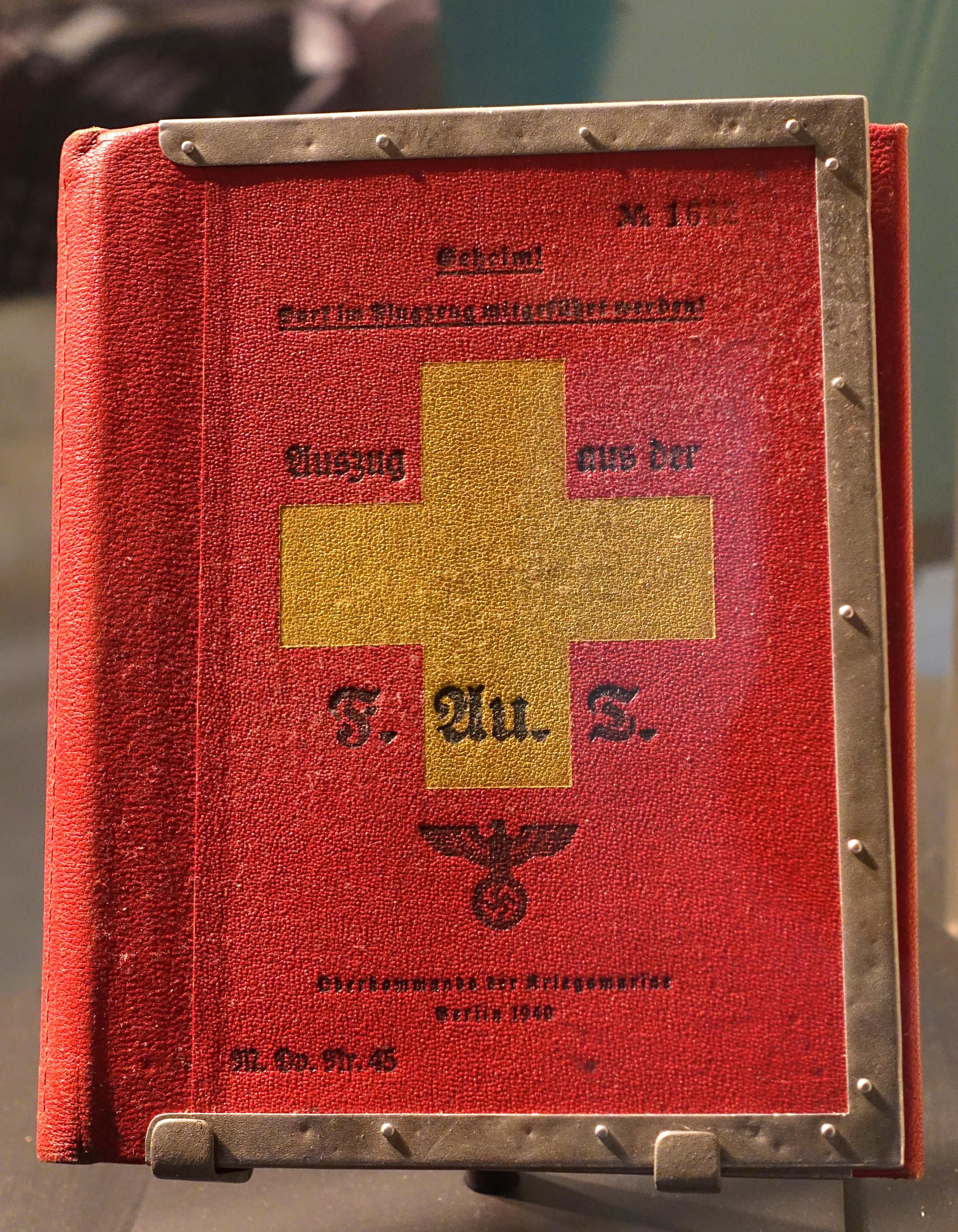
Ähnlich wie die im Bild dargestellte Flugzeugaufklärungstafel (F. Au. T.), hatte auch das Kenngruppenbuch (K. Buch) einen roten Einband, durfte aber im Gegensatz zu dieser aus Geheimhaltungsgründen im Flugzeug nicht mitgeführt werden.

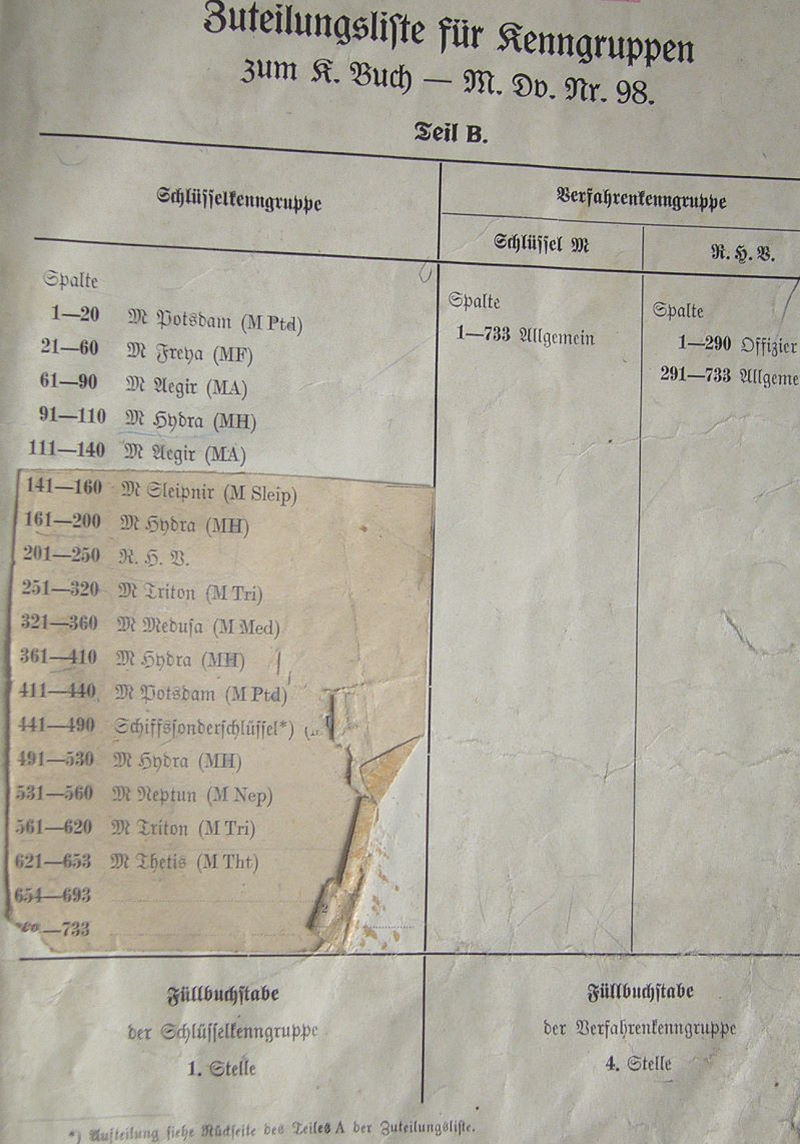
Zuteilungsliste für Kenngruppen

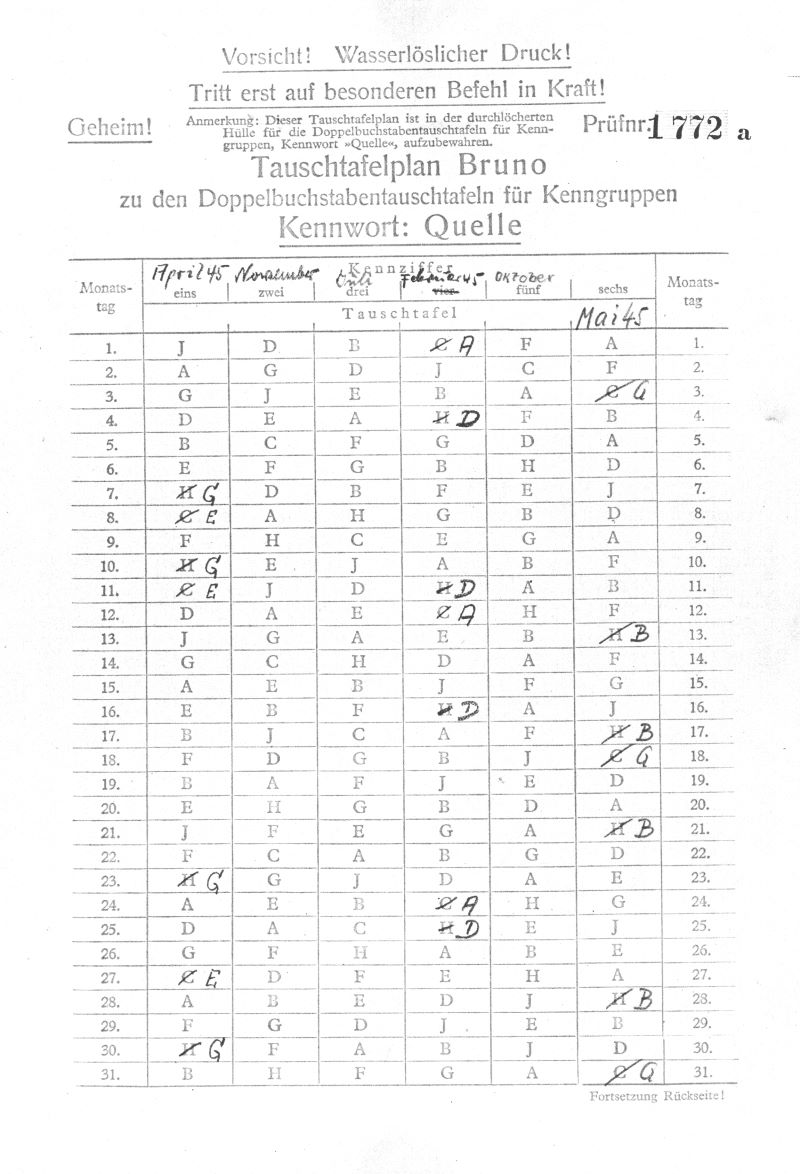
Der Tauschtafelplan schrieb die täglich zu wechselnde Tauschtafel vor.

Das Kenngruppenbuch (kurz: K. Buch) war ein geheimes Codebuch, das bei den U-Booten der Kriegsmarine während des Zweiten Weltkriegs zur Kennzeichnung ihrer mithilfe der Enigma-Maschine verschlüsselten Funksprüche und zur geheimen Übermittlung des Spruchschlüssels benutzt wurde. Die Kurzbezeichnung war: M. Dv. Nr. 98 (Marine-Dienstvorschrift Nummer 98).
Es wurde auch bei einer Handschlüsselmethode verwendet, genannt Reservehandverfahren (R.H.V.). Das Kenngruppenbuch darf nicht mit dem Kenngruppenheft verwechselt werden, das in Zusammenhang mit Kurzsignalen verwendet wurde.

## Das Kenngruppenbuch der Kriegsmarine
Zur Geheimhaltung der im Zweiten Weltkrieg über Funk geführten Kommunikation der Kriegsmarine, insbesondere zwischen dem Befehlshaber der U-Boote (BdU) und den im Atlantik und im Mittelmeer operierenden deutschen U-Booten, wurde in erster Linie die Schlüsselmaschine Enigma verwendet, von der Kriegsmarine als der „Schlüssel M“ bezeichnet. Dies war bis Anfang 1942 das Modell M3 und ab 1. Februar 1942 exklusiv bei den U-Booten die Enigma M4. Zusätzlich wurden geheime Codebücher wie Kurzsignalheft und Wetterkurzschlüssel benutzt, um die Sicherheit der Verschlüsselung weiter zu erhöhen und auch die Länge der Funksprüche zu reduzieren und so die Gefahr der Entdeckung und Ortung der U-Boote durch alliierte Funkpeilung (“Huff-Duff”) zu verringern. Zur Kennzeichnung der Funksprüche wurden sie mit einer Kenngruppe versehen, die Tabellen des geheimen Kenngruppenbuchs entnommen wurde. Die Kenngruppe bestand insgesamt aus acht Buchstaben.
Zu ihrer Erzeugung wurde dem Kenngruppenbuch nach Vorgabe einer darin befindlichen „Zuteilungsliste für Kenngruppen“ (Bild) die Spaltennummern entnommen, also der Tabellenbereich im Kenngruppenbuch, aus denen zwei wichtige Trigramme auszulesen waren. Dabei handelte es sich um die „Schlüsselkenngruppe“ und die „Verfahrenkenngruppe“. In Wirklichkeit waren dies möglichst willkürlich „verwürfelte“ drei Buchstaben, hier im Beispiel zur Illustration seien es SKG und VKG. Jedes dieser beiden Trigramme wurde mithilfe eines Füllbuchstabens zu einem Tetragramm erweitert. Dazu wurde ein willkürlicher Buchstabe, beispielsweise X, vorne vor die drei Buchstaben der Schlüsselkenngruppe eingefügt und ein anderer willkürlicher Buchstabe, beispielsweise Y, hinten an die drei Buchstaben der Verfahrenkenngruppe angehängt. Aus SKG und VKG wurden so XSKG und VKGY. Diese acht Buchstaben wurden als Teil der „Buchgruppen“ (Klartext) aufgefasst und nach einem speziellen Verfahren verschlüsselt, bevor sie als Teil der „Funkgruppen“ (Geheimtext) im Morsecode gesendet wurden.
Dazu wurden die acht Buchstaben zeilenweise in zwei Zeilen geschrieben und anschließend spaltenweise als vier Bigramme ausgelesen, also:
```
XSKG
VKGY
```

Man erhielt so die vier Doppelbuchstaben XV, SK, KG und GY. Diese wurden einzeln mithilfe der „Doppelbuchstabentauschtafel für Kenngruppen“, einem Satz von separaten geheimen involutorischen Umsetzungstabellen, durch andere Bigramme substituiert (ersetzt). Beispielsweise wurde laut der Doppelbuchstabentauschtafel XV zu SF, SK zu WI, KG zu IT und GY zu TA. Diese so verschlüsselten Funkkenngruppen wurden dem eigentlichen Geheimtext vorangestellt („Anfangskenngruppen“) und noch einmal an dessen Ende wiederholt („Endkenngruppen“). Ein auffälliges Charakteristikum von Marinefunksprüchen, für Freund und Feind gleichermaßen leicht erkennbar, war somit, dass die ersten acht und die letzten acht Buchstaben identisch waren.
Nun wurde die entsprechend dem jeweiligen Tagesschlüssel („innerer Schlüssel und äußerer Schlüssel“) voreingestellte Schlüsselmaschine benötigt. Dazu waren die drei Walzen der Maschine, beziehungsweise die vier Walzen bei der M4, auf die für den Tag gültige Grundstellung einzustellen, die einer geheimen Schlüsselliste entnommen wurde, beispielsweise GST. Der Verschlüssler gab nun im Fall der M3 die Verfahrenkenngruppe (hier VKG) ein und drückte dazu nacheinander die Tasten V, K und G. Entsprechend leuchteten unterschiedliche Lampen auf, beispielsweise F, I und T. Dies war der geheime Spruchschlüssel, also hier FIT, auf die die drei Walzen zu Beginn der Verschlüsselung des Klartextes auf der Senderseite und zu Beginn der Entschlüsselung des Geheimtextes auf der Empfängerseite von Hand einzustellen waren. Im Fall der M4 gab es vierstellige Schlüsselkenngruppen, Verfahrenkenngruppen, Grundstellungen und Anfangsstellungen statt der dreistelligen der M3.

## Kenngruppen bei Heer und Luftwaffe
Im Gegensatz zur Marine wurden im Heer und bei der Luftwaffe die Kenngruppen nicht im gesonderten Kenngruppenbuch, sondern als Teil der „Schlüsseltafel“ aufgelistet. Diese gab für einen ganzen Monat die Tagesschlüssel der Enigma an, also Walzenlage, Ringstellung und Steckerverbindungen, die um Mitternacht gewechselt wurden. Außerdem führte sie für jeden Tag vier Kenngruppen aus jeweils drei verschiedenen Buchstaben auf.
| Tag UKW Walzenlage Ringstellung ---- Steckerverbindungen ---- Kenngruppen 31 B I IV III 16 26 08 AD CN ET FL GI JV KZ PU QY WX dmr now wxy bev 30 B II V I 18 24 11 BN DZ EP FX GT HW IY OU QV RS mrx ash djt lmq 29 B III I IV 01 17 22 AH BL CX DI ER FK GU NP OQ TY nqz avz hlr psx |

Die Tabelle zeigt als Beispiel den Ausschnitt einer Schlüsseltafel. Es sind nur drei Monatstage dargestellt, wobei, wie damals üblich, die Tage absteigend sortiert sind. Dies erlaubte es dem Verschlüssler, die „verbrauchten“ Codes der vergangenen Tage abzuschneiden und zu vernichten.
Der Absender wählte eine beliebige der für den aktuellen Tag gültigen Kenngruppen aus, beispielsweise für den 31. des Monats „now“. Die Kenngruppe diente dem Empfänger der Nachricht dazu, zu erkennen, dass die Nachricht wirklich für ihn bestimmt war und auch befugt entschlüsselt werden konnte. Zur Tarnung permutierte der Absender die drei Buchstaben der Kenngruppe in beliebiger Reihenfolge und ergänzte sie um zwei für jeden Funkspruch zufällig zu wechselnde „Füllbuchstaben“, beispielsweise „xy“. Aus „now“ wurde so zunächst etwa „own“ und schließlich „xyown“. Diese fünf Buchstaben wurden unverschlüsselt als erste Fünfergruppe dem Geheimtext vorangestellt.
Der Geheimtext mit vorangestellter Kenngruppe wurde als Morsezeichen gefunkt und vom Empfänger aufgenommen. Dieser betrachtete die erste Fünfergruppe, im Beispiel „XYOWN“, ignorierte die ersten beiden Buchstaben und sah „OWN“. Er sortierte die drei Buchstaben in alphabetischer Reihenfolge, erhielt so „NOW“, schaute in seine Kenngruppentabelle, entdeckte dort diese Kenngruppe und konnte nun sicher sein, dass der Spruch für ihn bestimmt war und er ihn entschlüsseln konnte.